# Charqueada de Baixo
Charqueada de Baixo é uma localidade no município de Imbaú, no Paraná. Conta com área urbana e rural.
Na área da educação o bairro conta com a Escola Municipal João Rodrigues dos Santos e a Escola Estadual Terezinha Ladir de Oliveira - Ensino Fundamental, criada em 13 de maio de 1997. O nome da escola estadual foi escolhido em votação pela própria comunidade e o nome escolhido é uma homenagem a primeira professora da localidade, que morava também em Charqueada de Baixo.
Na área da saúde conta com o serviço de um posto de saúde para o atendimento médico e odontológico. Já no âmbito cultural a localidade mantém tradições como a Festa do Divino, Festa da Santinha, Festa do Colono, entre outras.
No âmbito religioso conta com a Igreja do Divino Espírito Santo que representa a comunidade católica e pertence a Paróquia São José de Imbaú, com a Congregação Cristã no Brasil, Igreja Evangélica Assembléia de Deus, entre outras.
A atividade econômica na localidade é predominantemente agrícola, sendo comum a agricultura familiar. A hortifruticultura desenvolvida é tanto para a subsistência e autoconsumo como para comercialização. Os aspectos sociais apresentam índices de desenvolvimento baixo, com uma população significativamente carente, com baixa renda, muito dependente de benefícios sociais do Estado e uma população adulta com baixa escolaridade.
O aglomerado urbano, bem como a região peri-urbana da aglomeração, está situado às margens da Rodovia do Café (BR-376) e sua principal rua é a avenida Brasil.